# Šokac
Šokac — хорватский пистолет-пулемёт кустарного производства, собиравшийся в городе Славонски-Брод. Активно использовался в годы войны в Хорватии. Наименование получил в честь этнической группы хорватов — шокцев.

## Описание
Как и при производстве многих других пистолетов-пулемётов, применялись технологии штамповки и сварки, а также были использованы трубчатые полуфабрикаты. Чаще всего основу «шокцев» составляли части советского ППШ, особенно ударно-спусковой механизм (с открытым затвором), подаватель, переключатель режима огня и предохранитель.
Диаметр ствола был специально расширен под калибр 9 мм (из MP-40). Плечевой упор брался как от немецкого HK MP5, так и от британского STEN или чехословацкого Sa vz. 23: чтобы сложить или разложить приклад, в некоторых моделях необходимо было вынуть магазин.
Технические параметры:
- длина 605-880 мм;
- длина ствола 300 мм;
- шесть нарезов в стволе;
- масса 3,58 кг;
- ёмкость магазина 25 патронов;
- скорострельность 1000-1100 выстр/мин;
- в производстве с 1991 года.

## Использование
Первые испытания прошли 15 августа 1991. Кустарное производство вскоре было налажено по всей стране: в разных городах длины стволов у пистолетов-пулемётов были разными. Также выпускались модификации с пластиковым прикладом Šokac P 1 и с глушителем Šokac P 1 S. Производство чаще всего велось на заводе имени Джуро Джаковича в Славонски-Броде.